# Ondřej Puklice ze Vztuh
Ondřej Puklice ze Vztuh (~1410, České Budějovice – 21. květen 1467, České Budějovice) byl první český purkmistr města Českých Budějovic. Byl zavražděn jakožto podporovatel Jiřího z Poděbrad německou opozicí.

## Rodina
První písemná zmínka pochází z roku 1435. Předpokládá se, že byl synem sladovníka Petra Tučného, který mu zajistil vzdělání (naučil se česky, německy a latinsky) a umožnil stát se kupcem. Třikrát se oženil. Po první manželce přijal jméno Puklice, v roce 1445 je doložen sňatek s Magdalenou Pochomerovou (dcerou Volfganga Pochomera z Záhlova), jenž mu přinesl erb a přídomek ze Vztuh. Měl celkem jedenáct dětí, několik dcer, které se provdaly za českobudějovické měšťany bez ohledu na národnostní původ. Dva synové se dožili dospělého věku. Mladší Jan, který po otcově smrti vstoupil roku 1472 do služeb Rožmberků jako úředník ve Velešíně (zemřel 18. října 1482 za epidemie moru) a starší Václav, který zemřel roku 1500. Tím rod Pukliců vymřel po meči. Janův majetek zdědila jediná dcera Johana, která se stala ženou budějovického měšťana Linharta Ekharta.

## Obchodní činnost a majetek

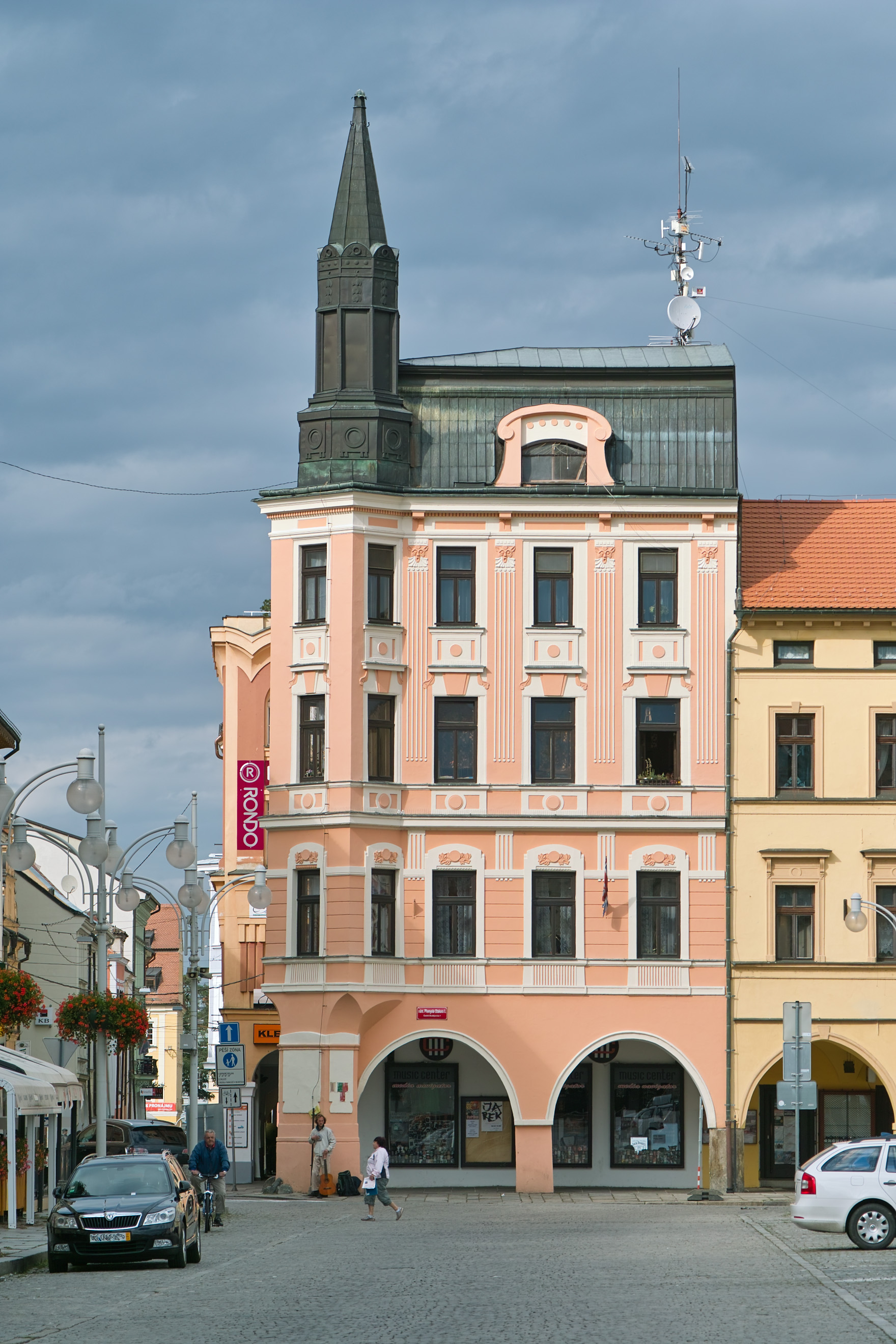
Puklicův dům

Obchodoval s látkami, vínem a kořením. Po otci zdědil značný majetek a měšťanský dům. Sňatkem s Pochomerovou získal dům na náměstí (viz Puklicův dům) a vsi Vztuhy (tvrz, 8 sedláků) a Urtvínovice (9 sedláků). Majetek dále rozšířil koupí dvora před Svinenskou branou, luk k chovu masného dobytka, rybníka a vsí Čejkovice, Houžná a Hůrka. Od Jiřího z Poděbrad dostal darem les Světlík.

## Politická činnost
Puklice, první český purkmistr Českých Budějovic, byl odpůrcem Rožmberků a jejich německých přívrženců na území města. Do městské rady byl zvolen v roce 1438 a s drobnými odmlkami v ní zůstal do konce života. Přinejmenším 11× byl zvolen purkmistrem. K jeho politickým úspěchům lze přičítat spor Českých Budějovic s Rožmberky o právo užívání svobodných silnic a dále odpor proti zástavě Budějovic Ladislavem Pohrobkem Jindřichovi IV. z Rožmberka v letech 1453–1457. Tyto události byly důsledkem snahy Jindřicha z Rožmberka podmanit si České Budějovice prostřednictvím zástavy stvrzené roku 1453 Ladislavem Pohrobkem. Puklice však znovu vymohl všechny původní výsady i pozici města při králi. Rožmberk se následně pokusil město dobýt, ale bez úspěchu. Jindřichův nástupce, Jan z Rožmberka, znovu u krále vymohl výsady, které původně patřily městu. Puklicemu se znovu podařilo obnovit původní postavení královského města a získat u krále rozhodnutí „aby město Č. Budějovice věčně žádnému zastavováno, aniž oddáváno, ani zapisováno býti nemělo. Král sám i jeho nástupci, budoucí králové čeští, mají sobě podržeti Č. Budějovice věčně ku své komoře, a vše, co by kdo prvé byl si vyprosil, jakžkoli majestátem tím se moří a ničí.“

## Vražda

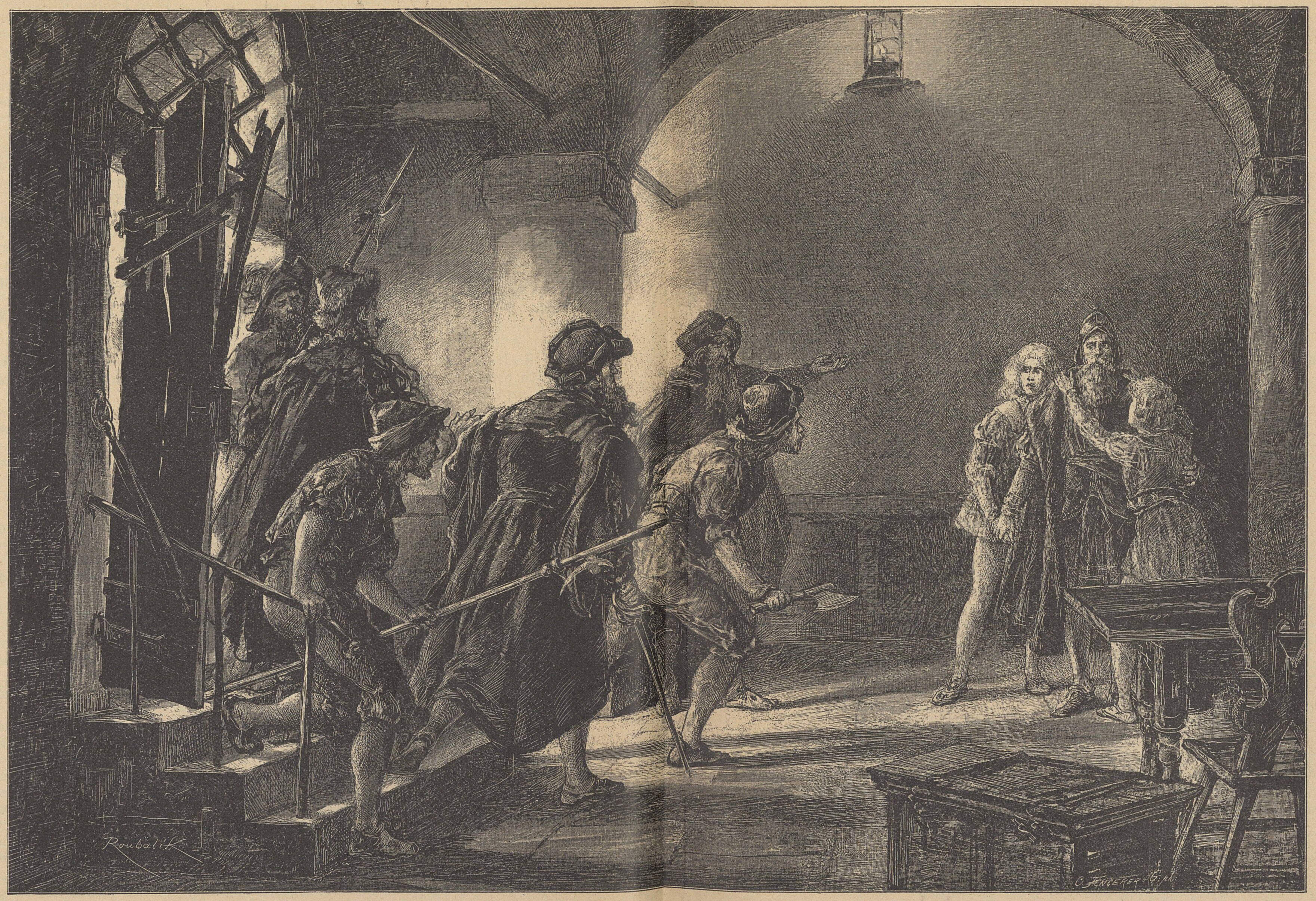
Vražda Ondřeje Puklice

Když se Puklice roku 1467 dozvěděl, že dominikánský kazatel Mondl objíždí města a informuje o klatbě uvržené na krále Jiřího z Poděbrad (papežská bula o exkomunikaci), svolal městskou radu, kde bylo rozhodnuto město uzavřít a kazatele dovnitř nevpustit. Mezitím přichystali Puklicovi němečtí odpůrci Tomáš Frühauf a Matěj Rabenhaupt vzpouru, ráno 23. května mu vtrhli do domu a než stihli purkmistrovi přívrženci připravit protiútok, prorazil platnéř Jan Aufunddahin vrata. Dav spiklenců se vrhl na Pukliceho, kterého surově napadli a stáhli po schodišti na ulici, kde ztratil vědomí. Poté vtrhli na radnici, zajali Ondřeje Sovu ze Srubce a zvolili vlastní městskou radu. Mezitím byl Puklice odnesen zpět do domu, kde se probral a sepsal poslední vůli. Když se to spiklenci dozvěděli, vtrhli k němu opět a smrtelně zraněného ho v neckách odnesli do městské šatlavy, kde skonal.

## Datum úmrtí
Zemřel v květnu 1467, různí autoři ale uvádějí odlišná data. Podle Eduarda Herolda zemřel v pátek po Božím těle. Podle Eduarda Moravce 5. května. Podle Výběru 21. května. Podle Věnceslava Havlíčka 25. května. Podle Nového života „někdy po 27. květnu“. Podle Encyklopedie Českých Budějovic 29. května.

## Obraz v kultuře a umění
Svědectví o vraždě literárně zpracoval Puklicův syn Jan ve vzpomínce nazvané Tragoedia Andreae Puklicz Budvicensis. Filius in patrem occisum. Purkmistrovo jméno nese ulice v Českých Budějovicích (Puklicova) a dům na náměstí Přemysla Otakara II. (Puklicův dům). Na dům byla v roce 1967 umístěna pamětní deska od sochaře Františka Mrázka znázorňující umírajícího purkmistra.